# پل فونتانا

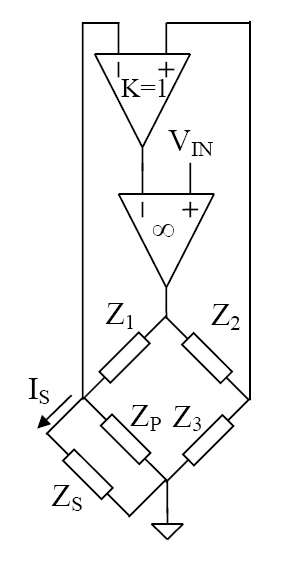
پل فونتانا

پل فونتانا (به انگلیسی: Fontana bridge) نوعی مدار پل است که مبدل ولتاژ به جریان در باند فرکانس گسترده‌ای را پیاده‌سازی می‌کند. مبدلی با ترکیبی از حلقه‌های بازخورد مثبت و منفی، در این پیکربندی پل دربردارد، مشخص می‌شود. این ویژگی به جبران امپدانس ناخواسته برای {\displaystyle Z_{P}} به موازات بار مفید {\displaystyle Z_{S}} وصل شده‌است، کمک می‌کند، که به نوبه خود جریان تحریک {\displaystyle I_{S}} جاری در بار مفید {\displaystyle Z_{S}} است، را مستقل از مقدار آنی {\displaystyle Z_{S}} نگه می‌دارد. این ویژگی برای ساخت مبدل‌های الکترومکانیکی از مزیت‌های بالایی برخوردار است.
اگر شرط تعادل:
{\displaystyle Z_{1}Z_{3}=Z_{P}Z_{2}}
سپس:
{\displaystyle I_{S}=V_{IN}{\frac {Z_{P}+Z_{1}}{Z_{P}Z_{1}}}}
مدار شامل دو تقویت‌کننده تفاضلی است. تقویت‌کننده تفاضلی بالا، که خروجی آن نسبت به پتانسیل زمین گرفته‌شده، دارای بهره واحد است. تقویت‌کننده تفاضلی پایین، که خروجی آن نسبت به پتانسیل زمین گرفته‌شده، از نظر ایدئال بهره بی‌نهایت دارد. تقویت‌کننده‌های عملیاتی معمولی با محدودیت‌هایی در دقت و پهنای باند قابل قبول هستند. همچنین پل فونتانا نیز به نام مدار تزریق جریان جبران شده (Compensated Current Injection Circuit) نامیده می‌شود. ابتدا در سال ۲۰۰۳ توسط جورجیو فونتانا، دانشگاه ترنتو، ایتالیا، با استفاده از یک حل معادله نمادین برای قوانین مدار کیرشهف کشف شد. جزئیات این پل در دسترس است.